# Србац-Село
Србац-Село (серб. Србац Село) — населенный пункт (деревня) в общине Србац, который принадлежит энтитету Республике Сербской, Босния и Герцеговина. По результатам югославской переписи населения 1991 года в Србац Селе проживало 824 человека.

## География
Деревня расположена рядом с центром общины — городом Србац, село Србац фактически является его пригородом. Деревня расположена у склона горы Мотайица и рядом с рекой Сава.

## Население
Население на 1993 год дано по оценке численности, данной властями Республики Сербской. Преобладают сербы.
| 1948                           | 1953 | 1961 | 1971 | 1981 | 1991 | 1993 |
| ------------------------------ | ---- | ---- | ---- | ---- | ---- | ---- |
| 486                            | 840  | 670  | 569  | 654  | 812  | 709  |
| Гистограмма динамики населения |      |      |      |      |      |      |

### Национальный состав
1961 год:
- сербы — 665;
- хорваты — 0;
- югославы — 0;
- мусульмане — 0;
- другие — 5.

1971 год:
- сербы — 559;
- хорваты — 6;
- югославы — 0;
- мусульмане — 0;
- другие — 3;
- венгры — 1.

1981 год:
- сербы — 589;
- хорваты — 1;
- югославы — 39;
- мусульмане — 0;
- другие — 19;
- черногорцы — 5;
- венгры — 1.

1991 год:
- сербы — 750 (91,01 %);
- хорваты — 42 (5,09 %);
- югославы — 10 (1,21 %);
- мусульмане — 7 (0,84 %);
- другие — 15 (1,82 %).